# Olgiate Comasco
Olgiate Comasco là một đô thị ở tỉnh Como trong vùng Lombardia, có cự ly khoảng 40 kilômét (25 mi) về phía tây bắc của Milano và khoảng 10 kilômét (6 mi) về phía tây nam của Como. Tại thời điểm ngày 31 tháng 12 năm 2004, đô thị này có dân số 10.829 người và diện tích là 10,9 km².
Đô thị Olgiate Comasco có các frazioni (các đơn vị trực thuộc, chủ yếu là các làng) Baragiola, Somaino, Rongio, Casletto, Cantalupo, Boscone and Gerbo.
Olgiate Comasco giáp các đô thị: Albiolo, Beregazzo con Figliaro, Faloppio, Gironico, Lurate Caccivio, Oltrona di San Mamette, Parè, Solbiate.